# Fresne-l'Archevêque
Fresne-l'Archevêque is een plaats en voormalige gemeente in het Franse departement Eure (regio Normandië) en telt 450 inwoners (1999). De plaats maakt deel uit van het arrondissement Les Andelys. Fresne-l'Archevêque is op 1 januari 2019 gefuseerd met de gemeenten Boisemont en Corny tot de gemeente Frenelles-en-Vexin. 

## Geografie
De oppervlakte van Fresne-l'Archevêque bedraagt 10,7 km², de bevolkingsdichtheid is 42,1 inwoners per km².
De onderstaande kaart toont de ligging van Fresne-l'Archevêque met de belangrijkste infrastructuur en aangrenzende gemeenten.

## Demografie
Onderstaande figuur toont het verloop van het inwonertal (bron: INSEE-tellingen).